# Philonotis secunda
Philonotis secunda är en bladmossart som beskrevs av Roelof Benjamin van den Bosch och Sande Lacoste 1861. Philonotis secunda ingår i släktet källmossor, och familjen Bartramiaceae. Inga underarter finns listade i Catalogue of Life.